# Kloster (Hedemora)
Kloster – miejscowość w Szwecji, w regionie Dalarna, w gminie Hedemora.